# Knäuel-Ampfer
Der Knäuel-Ampfer (Rumex conglomeratus), auch Streifwurtz oder Knäuelblütiger Ampfer genannt, gehört in die Familie der Knöterichgewächse (Polygonaceae).

## Beschreibung
Der Knäuel-Ampfer ist eine mehrjährige, krautige Pflanze, die Wuchshöhen von 30 bis 80 Zentimetern erreicht, oft ist sie schon am Grunde verzweigt. Seine Grundblätter sind bis zu 20 cm lang und 6 cm breit, am Grund abgerundet oder leicht herzförmig. Er hat einen Gesamtblütenstand mit zahlreichen, von jeweils einem lanzettlichen Hochblatt getragenen Scheinwirteln, die voneinander entfernt stehen. Die Valven sind 2 bis 3 mm lang und besitzen jeweils eine große Schwiele.
Die Chromosomenzahl beträgt 2n = 20.

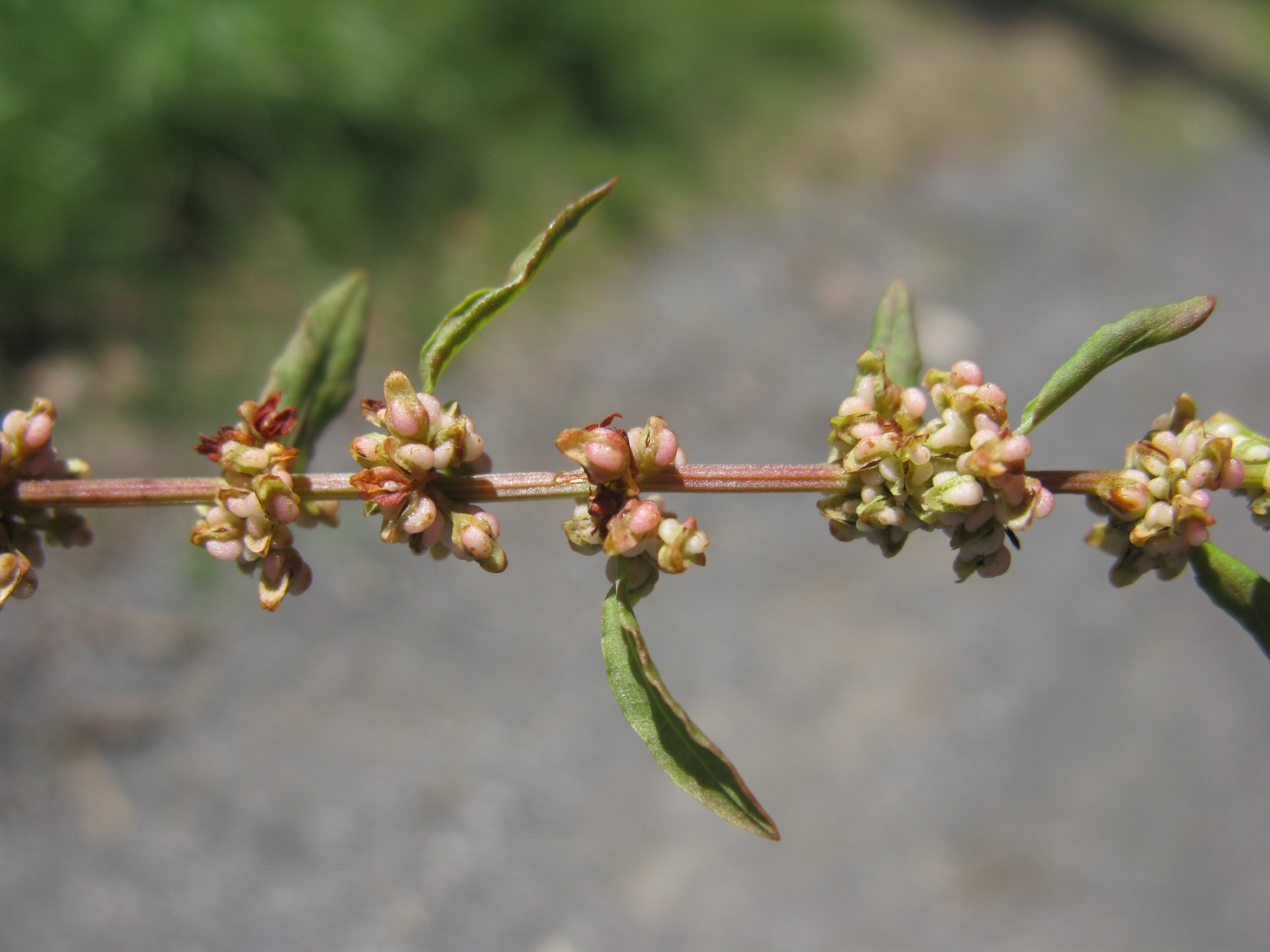
Knäuel-Ampfer (Rumex conglomeratus)

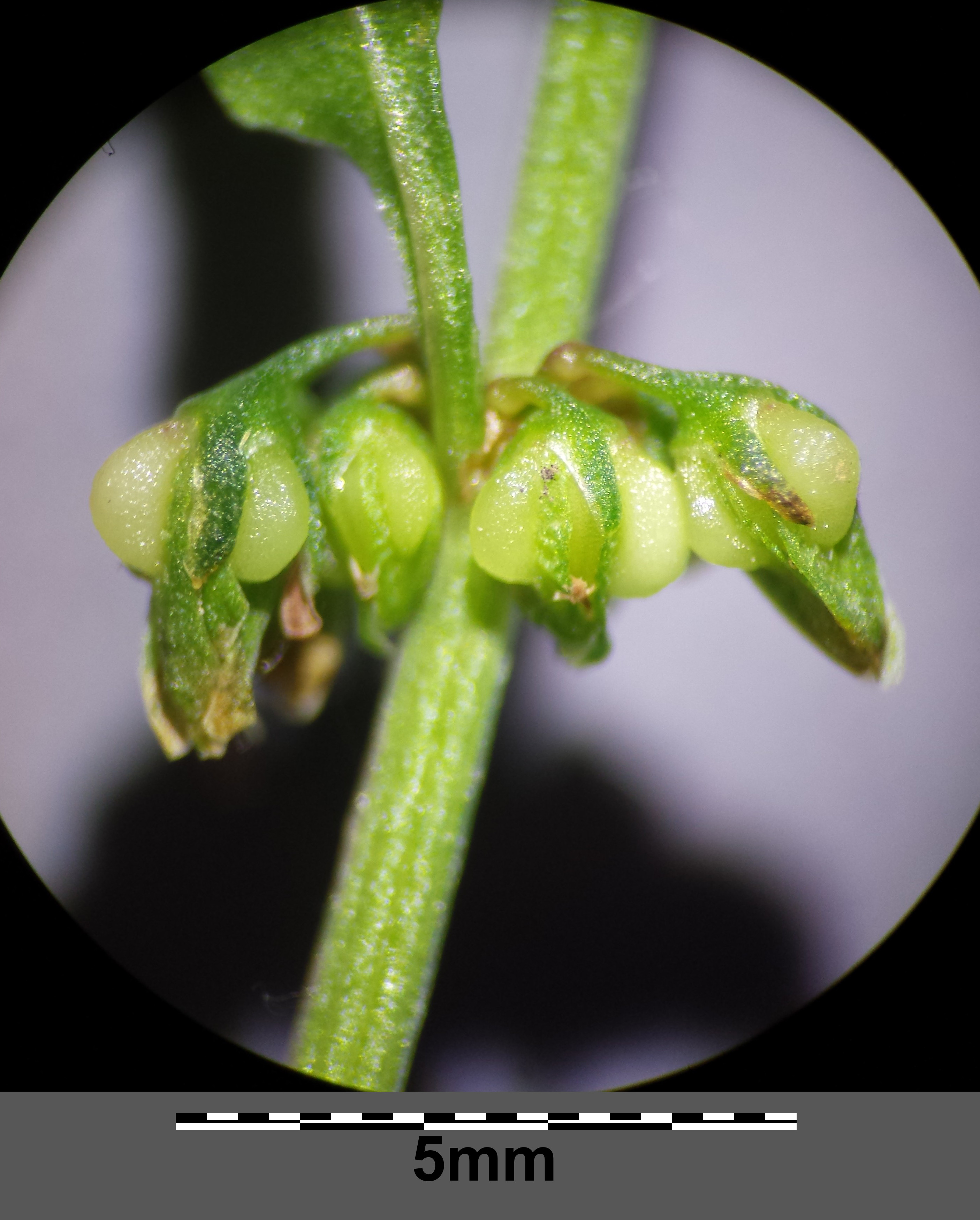
Scheinwirtel

## Vorkommen
Das Verbreitungsgebiet umfasst Europa, Afrika, West- und Zentralasien. In Makaronesien, in Nord- und Südamerika, in Australien und Neuseeland ist er ein Neophyt.
Man findet den Knäuel-Ampfer zerstreut (und unbeständig) in lückigen Unkrautfluren, an Gräben, Ufern, auch in Schlägen. Er liebt stickstoffreiche, oft mäßig basenhaltige, feuchte, sandige, schlammige oder lehmig-tonige Böden. Er fehlt in rauen Lagen des Tief- und Berglands. Nach Ellenberg ist er eine Lichtpflanze, ein Feuchtezeiger, ein ausgesprochener Stickstoffzeiger und eine Klassencharakterart der Kriechstraußgras-Rasen bzw. der Flutrasen (Agrostietea stoloniferae). Nach Oberdorfer kommt er in Gesellschaften der Verbände Agropyro-Rumicion, Bidention oder der Ordnung Atropetalia vor.
Er ist eine Pionierpflanze und kann aufgeschüttete Böden oft innerhalb kurzer Zeit mit großen Beständen überziehen. Allerdings kann er im Gegensatz zum Stumpfblättrigen Ampfer (Rumex obtusifolius) und zum Krausen Ampfer (Rumex crispus) auch in ganzen Landstrichen fehlen.